# Rasterschlüssel 44
Rasterschlüssel 44 (RS44) (от нем. Raster — сетка, растр и Schlüssel — ключ) — ручная техника шифрования, заменившая применявшийся прежде шифр «двойной квадрат» (нем. Doppelkastenschlüssel, также известный как шифр Уитстона). RS 44 использовался вооружёнными силами нацистской Германии, начиная с марта 1944 года.

## История
Шифр использовался низшим командованием вермахта, ввиду того, что оно не имело в распоряжении никакой шифровальной машины, в отличие от среднего и высшего командования (штабы дивизий и выше), которое пользовалось Энигмой. Для низшего командования, включавшего в себя штабы рот и батальонов и находящегося в основном на командно-наблюдательных пунктах, было необходимо применять технику шифрования текста вручную — «карандашом на бумаге». С 1941 года в сухопутных войсках стали применять шифровальную технику двойных квадратов. Ввиду постоянно угрожающей опасности вторжения с Запада, укрепляющегося осознания угрозы и необходимости иметь возможность обмениваться секретными сведениями с командно-наблюдательными пунктами, по приказу Шифровального Центра вермахта 27 марта 1944 года в сухопутных и воздушных войсках был внедрён RS 44. Начиная с 18 октября того же года, был внедрён упрощённый RS 44. Процедура была необходимой в силу того, что прежние инструкции толковались двояко, служащие допускали слишком много ошибок при шифровании, а радисты — при передаче сообщения.
Над взломом шифра в Блетчли-парке работало в разное время до 150 человек. В нём криптоаналитик Джон Тилтман прочитал десятидневный курс об уязвимостях и подходах к дешифрованию RS44. Так, по захваченным шаблонам британцам требовалось не больше часа, чтобы найти начальную клетку, оставшаяся часть расшифровывалась по рассказанному алгоритму. В августе 1944 года пришел первый успех: удалось восстановить однодневный шаблон и дешифровать 30 сообщений, присланных за сутки. Однако не всегда получалось уложиться в требуемые сроки, и информация теряла свою актуальность. В среднем, было необходимо две недели на успешную дешифровку сообщения. Американские коллеги выделили 20 служащих для взлома RS44, что было недостаточно для потока из тысячи сообщений в сутки. Таким образом считалось, что шифр нельзя взломать, пока передающая сторона не допустит ошибки, снижающей его криптостойкость.

## Описание RS44

### Заголовок
Заголовок зашифрованного сообщения содержал в себе время отправления в формате ЧЧ:ММ, затем шло количество символов в сообщении — от 60 до 200, и завершал заголовок индикатор, то есть четыре неповторяющихся буквы латинского алфавита.
В случае превышения лимита символов, сообщение полагалось разбить на два независимых зашифрованных сообщения. Если же сообщение содержало меньше 60 символов, в него добавляли случайное слово (Wahlwort) или несколько слов. Чтобы отделить это слово от содержательной части послания, две последних буквы в предшествующем слове и две первых буквы в последующем по отдельности дублировались. Например, Tanneenn Das ist die geheime Nachricht ggeehen, где строка Das ist die geheime Nachricht была секретным сообщением, Tannen и gehen — случайными словами, которые перешли в Tanneenn и ggeehen соответственно.
Четыре буквы в конце заголовка являлись двумя зашифрованными и случайно выбранными биграммами, составленными из букв a, b, c, d, e. Биграммы шифровались при помощи вспомогательной таблички под решеткой (см. таблицу 1).
| a | b | c | d | e |
| y | v | f | x | g |
| q | u | j | r | c |
| s | k | t | b | w |
| p | h | d | n | a |
| m | o | i | l | e |

Каждая буква из биграммы заменялась на любую из пяти, стоящих в соответствующем столбце. Если буквы в биграммах повторялись, по тем же правилам бралась другая буква, отличная от уже взятой. На самом деле, при шифровании биграмм caeb можно взять fpgu, равно как и jmwv. Если необходимо зашифровать bddd, то можно выбрать uxln или hbrx и т. д.
При декодировании по вспомогательной табличке биграммы однозначно восстанавливаются. Таким образом, заголовок мог представлять собой строку 1804 — 113 — fpgu, что обозначало время отправки сообщения (18:04), количество символов в шифрограмме (113), тип зашифрованной биграммы (caeb).

### Подготовка исходного текста
Прежде чем шифровать текст непосредственно решёткой, нужно было его преобразовать. Определённые слова и символы шифровались следующим образом:
Буквосочетания «ck» и «ch» заменялись на «q», умлауты тоже заменялись: ä — «ae», Ö — «oe», Ü — «ue», ß — «sz».
Цифры записывались полными немецкими словами, за исключением 2 — «zwo», а не «zwei».
Римские цифры обозначились приставкой «roem». Например, IV — «roemeinsfuenf».
Числительные назывались по цифре, исключения составляли следующие числа:
10, 11, 20, 30, 40, 50, 60 ,70 ,80, 90, 100, 1000 — писались в соответствии с оговорёнными правилами написания букв и буквосочетаний.
12 уже писалось как «eins zwo», 0850 — «nullaqtfuenfnull».
Если стояло больше одного нуля подряд, то происходила замена 00 — «zenta», 000 — «mille», 0000 — «miria». Например, 800 000 — «aqtzentamille или aqtmillezenta».
Знаки пунктуации следовало заменять следующими словами:
- кавычки (Klammer) — «klam»;

- вопросительный знак (Fragezeichen) — «fraq»;

- запятая (Komma) — «koma»;

- точка (Punkt) — «stop».

Пробел — «x» — использовался только в целях однозначно определить написанное или при необходимости записать время. В этом случае следовало разделять часы и минуты символом «x». Во всех остальных случаях текст шифровался без промежутков.
Географические названия реальных мест необходимо было шифровать при помощи специальной прилагаемой таблички, где каждой исходной букве ставилась в соответствие буква из таблицы, аналогично шифрованию биграммы. В шифрованном тексте перед названием ставилось «aa», а после «ee». Для исключения ошибок зашифрованный текст повторялся дважды.

### Шифрование сообщения

#### Выбор начальной клетки
Первым шагом необходимо было выбрать начальную клетку. Это делалось случайным образом, а начальная клетка записывалась в заголовок сообщения двумя зашифрованными биграммами. Так как трафарет выдавался на сутки, а передавать за это время требовалось более одного сообщения, то были приняты следующие ограничения на выбор начальной клетки: в первый раз клетка выбиралась произвольно, а биграммы, указывающие на эту клетку, вычеркивались на трафарете косой чертой слева направо и снизу вверх.
Последующие начальные клетки обязывали аналогично вычеркивать соответствующие им биграммы. В случае, если выбранная строка или столбец уже содержала перечеркнутую биграмму, эти буквы перечёркивались вновь, и в следующий раз эту позицию использовать было запрещено.
Когда все пары букв были дважды зачеркнуты, разрешалось взять любую биграмму в качестве определяющей первую клетку.

#### Структура трафарета
Служащие, которые должны были шифровать текст, получали шаблонный трафарет, который заменяли ежедневно. Трафареты выдавались партиями по 31-32 штуки на следующий месяц в середине текущего, однако напрямую служащим они попадали в руки в день (в крайнем случае за день до) отправки сообщения. Трафарет состоял из 25 столбцов и 24 строк. Каждая строчка должна была содержать ровно 10 пустых клеток, расположенных случайно. Строчки нельзя было повторять, равно как и столбцы. Оставшиеся клетки полностью закрашивались. Подготовленный текст сообщения вписывался только в белые клетки, слева направо. Начальная клетка была зашифрована в биграмме заголовка сообщения. В случае, если начальная клетка оказывалась чёрной, запись начинались с ближайшей правой белой клетки трафарета. Если текст сообщения доходил до конца трафарета, то его продолжение нужно было писать начиная с самой первой пустой клетки сверху.

#### Составление итоговой шифрограммы
Начальная колонка (пронумерованный столбец в трафарете) служила индикатором того, откуда после нанесения текста на трафарет следовало начинать списывать символы в итоговое сообщение[чего?]. За её номер отвечали две цифры часов отправки сообщения. Возьмём указанный ранее заголовок:
1804—113 — fpgu
Очевидно, номер начальной колонки — 18. Далее необходимо отсчитать вправо от указанного столбца количество столбцов, равное следующей сумме: это сумма цифр минут и количества символов сообщения. Для упомянутого заголовка посчитаем: (0+4) + (1+1+3) = 9. Двигаемся от 18 колонки на 9 позиций вправо, учитывая, что 18-я колонка отвечает за «раз». Таким образом, попадаем в колонку 24, и с этого столбца списываем сверху вниз буквы. Так и списывается, сначала 24-я колонка, потом 25-я, а затем пишется с 1-й по 23-ю.
Итоговое зашифрованное сообщение составлялось из блоков по пять букв.
После изменений от 18 октября 1944 года, вместо числа, отвечающего за часы отправки, в качестве определяющего начальную колонку стали использовать дополнительную. Она записывалась в конце заголовка.
Шифрование сообщения
Пусть текстом исходного сообщения является следующее:
```
Panzervormarsch bei Prochorowka beginnt am 1. September um 2:00 Uhr. Artilleriebeschuß ist erwartet
```

(перевод: Танковое наступление под Прохоровкой начинается первого сентября в два часа ночи. Ожидается артобстрел)
Выполняем подготовку текста, заменяем 'ch' на 'q', '2' на 'zwo', 'ß' на 'sz', ставим 'x' между часами и минутами, точку заменяем на 'stop'. Теперь шифруем название места 'Prochorowka' по специальной табличке:
| a | b | c | d | e | f | g | h | i | j | k | l | m | n | o | p | q | r | s | t | u | v | w | x | y | z |
| z | d | x | o | f | b | u | k | h | p | l | j | y | m | e | t | a | q | v | n | s | w | g | r | i | c |
| c | m | r | z | i | k | x | p | h | j | l | q | v | g | a | d | f | o | s | u | y | b | w | n | e | t |

Получаем:
```
panzervormarsq bei aa tqexkeqeglz tqexkeqeglz ee beginnt am ersten September um zwo x zenta uhr stop Artilleriebesqusz ist erwartet
```

Так как ячейка caeb — чёрная, двигаемся вправо до deeb. Начиная с этой ячейки вписываем подготовленный текст. Так доходим до крайней правой нижней cbec, и затем продолжаем сверху, с dacb. Таким образом, последняя буква попадает в aaae. Теперь вспоминаем номер начальной колонки — 18+9 = 24, и списываем со столбца 24 все буквы, начиная с верхней. Повторяем с 25-й, затем 1-я, 2-я и так до 23-й.
| 24    | 25      | 1        | 2     | 3      | 4     | 5     | 6       |
| appz  | reie    | gee      | nswog | nsuia  | mhatq | bmzzk | tusrmal |
| 7     | 8       | 9        | 10    | 11     | 12    | 13    | 14      |
| mzltg | te      | tr       | eerq  | spteqk | es    | naerb | ealu    |
| 15    | 16      | 17       | 18    | 19     | 20    | 21    | 22      |
| xtxee | eeosrez | erboiqex | nerva | tae    | tqe   | rinsq | wztl    |
| 23    |         |          |       |        |       |       |         |
| itbre |         |          |       |        |       |       |         |

Последний шаг — разбиваем на группы по 5 букв:
| appzr | eiege  | enswo | gnsui | amhat |
| qbmzz | ktusr  | malmz | ltgte | treer |
| qspte | qkesn  | aerbe | aluxt | xeeee |
| osrez | erboi  | qexne | rvata | etqer |
| insq  | wztlit | bre   |       |       |

Остается записать заголовок и зашифрованное сообщение готово.
Расшифровка сообщения
Смотрим в заголовок:
```
18:04 113 fpgu
```

При помощи вспомогательной таблицы 1, fpgu однозначно дает caeb. На трафарете ищется эта ячейка, и начиная с ближайшей правой пустой отсчитывается 113 ячеек. Так как ячеек гарантировано по 10 в каждой строке, несложно найти сразу конечную (содержащую последний символ сообщения) ячейку: 3 + 11*10 — то есть 3 ячейки в строке eb, далее 11 строк, полностью заполненных символами. Таким образом, получаем, что aaae — последняя ячейка, содержащая символ. Все остальные — заведомо пустые (строки с be до ячейки caeb) — вычеркиваются.
Далее вычисляем начальную колонку: 18 со сдвигом на (0+4+1+1+3) — 24-я. Теперь из зашифрованного сообщения посимвольно вписываем буквы в пустые незачеркнутые ячейки с самой верхней, то есть вписываем a, p, p, z. Далее ищем 25-ю колонку, повторяем действия, 1-ю, 2-ю и так далее. Когда все буквы вписаны в ячейки, возвращаемся к начальной и справа налево списываем текст. Осталось только расшифровать название географического места. Оно зашифровано между буквами aa и ee. Каждому символу из tqexkeqeglz поставлен в соответствие один символ из специальной таблицы 2, и, аналогично биграммам в заголовке, мы получаем Prochorowka. Повторяющееся слово Prochorowka и выделительные биграммы aa и ee удаляются из расшифрованного сообщения, производятся мелкие замены букв и умлаутов, и расшифрованное сообщение готово.

## Криптостойкость
Шифр считался вычислительно стойким в годы войны. Статистика тех лет показала, что за апрель 1945 года из 12 000 полученных сообщений только 3 500 удалось прочесть, что составляет 29 %, в то время как аналогичные показатели для Энигмы были равны 79 %.
К факторам уязвимости можно отнести следующие:
- Человеческий фактор: ошибки во время шифрования приводили к тому, что исправленное сообщение приходилось посылать снова с использованием того же шаблона. Послание отличалось от предыдущего всего несколькими символами. Менялась только начальная клетка[23].
- Захват шаблонов: в случае попадания ключа в руки союзников, все сообщения расшифровывались по описанному алгоритму с использованием захваченного образца, пока передающая сторона не меняла его на новый.
- Ограниченность ресурсов: для изготовления шаблона использовалось 36 различных готовых шаблонных рядов с 10 пустыми клетками в каждом. Из них было необходимо изготовить трафарет, состоящий из 24 строчек. Это приводило к повторам в новых экземплярах шаблонов[24][25].

Считалось, что для успешной дешифровки сообщения нужно было знать минимум 30-40 символов исходного текста. Для сравнения, 8-20 букв было достаточно для взлома Энигмы при помощи Turing Bombe.
Рассмотрим атаку на шифр на конкретном примере. Исходное сообщение после предварительного шифрования:
```
Feind greift seit elf x vier fuenf uhr mit aqt panz naq suedwest an
```

(Перевод: Враг нападёт в 11:45 утра с восемью танками с юго-запада)
Перехваченное зашифрованное сообщение:
| NLTIQ | NEATE | TSEAI | EHNRU | FRMNS | ERTUI |
| TIWFZ | DFFDP | VENEI | FQSEA | UGXA  |       |

Допустим, нам каким-то образом удалось узнать, что враг нападет в 11:45 утра. Тогда первыми 30 символами в исходного сообщения будут: Feind greift seit elf x vier fuenf uh. Будем использовать их как шпаргалку.
Предположим, что сообщение начиналось с первой пустой клетки в строке. В противном случае, все дальнейшие шаги следует проделать вновь, рассматривая вторую пустую клетку как начальную и так далее до десятой. Запишем буквы в таблицу по 10 символов в строке (так как строка содержала именно столько пустых клеток):
| Позиция  | 1 | 2 | 3 | 4 | 5 | 6 | 7 | 8 | 9 | 10 |
| Строка 1 | F | E | I | N | D | G | R | E | I | F  |
| Строка 2 | T | S | E | I | T | E | L | F | X | V  |
| Строка 3 | I | E | R | F | U | E | N | F | U | H  |

Теперь будем искать вертикальные последовательности между строками, эквивалентные биграммам из зашифрованного сообщения (таблица 5). Такие вертикальные последовательности (связки) между i-ой буквой верхней строчки и k-ой буквой нижней строчки значили, что i-ая белая клетка шаблонного ряда верхней строчки находилась в той же позиции, что и k-ая белая клетка ряда нижней строчки. Опыт и наработки в области криптоанализа данного шифра позволяют полагать, что достаточно взять 4 буквы, лежащие строкой ниже. Для первой нашей буквы F:
| Строка 1 | F | E | I | N | D | G | R | E | I | F |
| Строка 2 | T | S | E | I | T | E | L | F | X | V |

Выпишем из Таблицы 5 все биграммы, начинающиеся на F (FR FD FQ) и сравним с FT FS FE и FI из таблицы 6.1. Совпадений нет. Тогда идем дальше с буквой Е:
| Строка 1 | F | E | I | N | D | G | R | E | I | F |
| Строка 2 | T | S | E | I | T | E | L | F | X | V |

Из таблицы 5: ET EA EH ER EN EI, из таблицы 6.2: ES EE EI ET. Сравниваем, получаем, что ET и EI совпадают. Запоминаем их, позже запишем их в таблицу 7.
Так продолжаем аналогично далее до последнего символа первой строки, буквы F. Запишем все совпавшие биграммы в таблицу таким образом, что под каждой буквой первой строки будет стоять буква из совпавшей биграммы, если таковая имеется:
| порядковый номер буквы | 1 | 2 | 3 | 4 | 5 | 6 | 7 | 8 | 9 | 10 |
| Строка 1               | F | E | I | N | D | G | R | E | I | F  |
| Парная буква 1         |   | T | E | E | F | X |   |   |   |    |
| Парная буква 2         |   | I | T | L |   |   |   |   |   |    |

Далее преобразуем эту таблицу в так называемое «меню». В первую строку меню запишем порядковый номер буквы из первой строки в том случае, если ей сопоставлена какая-либо парная буква. Вторая и третьи строки меню будут содержать те порядковые номера букв из таблицы 7, которыми они обладали в таблице 6. То есть у буквы F нет парной, значит единицу не пишем. У буквы E под номером 2 парная T, которая имеет номер 1 из таблицы 6, и буква I, имеющая номер 4 из таблицы 6, и так далее. Таким образом получаем:
| 2 | 3 | 4 | 5 | 6 |
| 1 | 3 | 6 | 8 | 9 |
| 4 | 5 | 7 |   |   |

Теперь необходимо воспользоваться ещё одной уязвимостью — захваченными шаблонами и шаблонными рядами. Открываем наш каталог шаблонных рядов, где каждый ряд, состоящий из 25 клеток, 10 из которых — пустые, имеет порядковый номер.
Подбираем пары рядов так, чтобы все столбцы из пустых клеток совпадали по номерам с меню.
Обозначим закрашенную ячейку символом «@».
|   |   |   | 1 |   |   |   |   | 2 |   |   | 3 |   | 4 |   | 5 |   |   | 6 | 7 |    | 8 | 9 |   | 10 | порядковый номер пустой ячейки в ряду № 33 |
| @ | @ | @ |   | @ | @ | @ | @ |   | @ | @ |   | @ |   | @ |   | @ | @ |   |   | @  |   |   | @ |    | шаблонный ряд № 33                         |
|   | @ |   | @ |   |   | @ |   | @ |   | @ | @ | @ |   | @ |   | @ | @ |   | @ |    | @ | @ | @ | @  | шаблонный ряд № 3                          |
| 1 |   | 2 |   | 3 | 4 |   | 5 |   | 6 |   |   |   | 7 |   | 8 |   |   | 9 |   | 10 |   |   |   |    | порядковый номер пустой ячейки в ряду № 3  |

Четвёртая (среди белых) по порядку белая клетка верхней строчки находится над седьмой белой клеткой нижней строчки, пятая — над восьмой, шестая — над девятой. Получаем:
| 4 | 5 | 6 |
| 7 | 8 | 9 |

Сравниваем с меню, убеждаемся, что условие выполнено. Значит, пара 33-3 шаблонных рядов наш кандидат на верное расположение двух строк относительно друг друга. Назовем это набором.
| 2 | 3 | 4 | 5 | 6 |
| 1 | 3 | 6 | 8 | 9 |
| 4 | 5 | 7 |   |   |

Так продолжаем сопоставлять ряды, получаем в итоге вариант с 11 наборами.
Подытожим: проделав все описанные выше шаги для строк 1 и 2 из таблицы 6, мы получили 11 наборов. Теперь следует проделать все заново для строк 1 и 3, а затем и строк 2 и 3 из таблицы 6. Находим из трех вариантов наборов такие, которые бы принадлежали каждому варианту. В нашем случае, таким будет набор 33-3-12.
Значит, мы определились с тем, как будут выглядеть первые три строки трафарета. Впишем туда известные нам символы. Затем, в строку ниже, под столбец известного текста, будем писать те буквы, которые следуют за сочетанием букв столбца в зашифрованном сообщении из таблицы 5. То есть для первого столбца, TI, из таблицы 6 видим сочетания TIQ и TIW, значит выписываем Q и W, для SE — SER и SEA и так далее до конца.
| @ | @ | @ | F | @ | @ | @ | @ | E | @ | @ | I | @ | N | @ | D | @ | @ | G | R | @ | E | I | @ | F |
| T | @ | S | @ | E | I | @ | T | @ | E | @ | @ | @ | L | @ | F | @ | @ | X | @ | V | @ | @ | @ | @ |
| I | @ | E | R | @ | F | @ | U | @ | @ | E | @ | N | @ | @ | F | @ | @ | @ | U | @ | H | @ | @ | @ |
| Q |   | R | M |   | Q |   | I | A | A | A | Q |   | T |   | D |   |   | A | F |   | N |   |   |   |
| W |   | A |   |   |   |   |   | T | T | T |   |   |   |   |   |   |   |   |   |   |   |   |   |   |
|   |   |   |   |   |   |   |   | R | R | R |   |   |   |   |   |   |   |   |   |   |   |   |   |   |
|   |   |   |   |   |   |   |   | N | N | N |   |   |   |   |   |   |   |   |   |   |   |   |   |   |

Так как по смыслу враг атаковал в 11.45 часов, значит в урезанном слове uhr не хватает буквы R. С неё и начнется четвёртая строка. Далее, мы можем предположить, что будут зашифрованы данные по количеству атакующих единиц. Видим буквы M I T A Q T, что значит mit aqt, с восемью. Получается, что 1+6 пустых клеток уже заняты, значит осталось ещё 3. Замечаем буквы A и N, которые наводят на мысль о слове PANZ, что значит panzern — танки. Так мы определили места для всех пустых клеток. Затем просто находим подходящий шаблонный ряд из нашего каталога. Эта операция продолжается, пока мы не получаем следующее:
| @ | @ | @ | F | @ | @ | @ | @ | E | @ | @ | I | @ | N | @ | D | @ | @ | G | R | @ | E | I | @ | F |
| T | @ | S | @ | E | I | @ | T | @ | E | @ | @ | @ | L | @ | F | @ | @ | X | @ | V | @ | @ | @ | @ |
| I | @ | E | R | @ | F | @ | U | @ | @ | E | @ | N | @ | @ | F | @ | @ | @ | U | @ | H | @ | @ | @ |
| @ | @ | R | M | @ | @ | @ | I | T | @ | A | Q | @ | T | @ | @ | P | @ | A | @ | @ | N | @ | @ | @ |
| @ | Z | @ | N | A | Q | @ | @ | S | @ | U | @ | E | @ | @ | D | @ | W | @ | @ | E | @ | @ | @ | @ |
| @ | @ | @ | @ | @ | S | T | @ | @ | A | @ | N |   | @ |   | @ | @ |   | @ |   | @ | @ | @ |   |   |

Сообщение полностью расшифровано и часть шаблона восстановлена, что поможет быстрее расшифровывать другие сообщения того же дня.